# Nothofidonia bicolor
Nothofidonia bicolor là một loài bướm đêm trong họ Geometridae.